# República Socialista Soviética Autônoma Cabardino-Balcária
A República Socialista Soviética Autônoma Cabardino-Balcária era uma república autônoma da República Socialista Federativa Soviética Russa, na antiga União Soviética, e era originalmente (1920 a 1921) uma parte da República Socialista Soviética Autônoma da Montanha. Em 16 de janeiro de 1922, a região foi separada da RSS da Montanha e tornou-se o Oblast autônomo de Cabardino-Balcária em 1 de setembro de 1921.  Em 5 de dezembro de 1936 tornou-se uma república autônoma. Em 30 de janeiro de 1991, a RSSA cabardino-Balcária declarou a soberania do estado. Atualmente o território é a República Cabardino-Balcária, uma república federal da Federação Russa . A RSSA cabardino-Balcária não fez fronteira com nenhum outro estado soberano durante a existência da União Soviética.
Como a República Socialista Soviética Autônoma da Chechênia-Inguchétia, a RSSA  Cabardino-Balcária era compartilhada por duas nacionalidades. Ambas as repúblicas autônomas residiam como parte da República Socialista Federativa Soviética Russa e apresentavam os russos como a maioria étnica.  

## História
Os Impérios Russo, Otomano e Persa lutaram pela região entre os séculos 17 e 19, durante os quais a região esteve sob controle russo. Após a revolução de outubro, a região se juntou à República Socialista Soviética Autônoma da Montanha em 1921, durante a Guerra Civil Russa . Os territórios foram separados da RSSA da Montanha para o Oblast Autônomo Cabardino-Balcári em 1922, e em 5 de dezembro de 1936 foi rebatizado de República Socialista Soviética Autônoma de Cabardino-Balcária.
Em 1944, o Soviete Supremo Joseph Stalin acusou os Balcários de cooperar com a Alemanha nazista e deportou toda a população para a Ásia Central. Stalin cedeu o vale Baksan à RSS da Geórgia. "Balcária" foi retirado do nome do estado, que foi renomeado para RSSA Cabardino . A população Balcária só teve permissão para retornar em 1957, durante a liderança de Khrushchev, quando seu nome anterior à guerra foi restaurado.

## Geografia
A República Socialista Soviética Autônoma Cabardino-Balcária estava localizada nas montanhas do Cáucaso do Norte . Cobriu uma área de 12,500 km2 (4,800 sq mi)   .

### Rios
Os principais rios incluem o rio Terek (623 km), rio Malka (216 km), rio Baksan (173 km), rio Urukh (104 km) e rio Cherek (76 km).

### Lagos
Uma área de 18,740 km2 (7,240 sq mi)   é coberto apenas por bacias hidrográficas . Mais de 100 lagos estão localizados nas bordas, embora nenhum deles tenha uma superfície muito grande. A maioria dos lagos está localizada nas montanhas, formados por processos glaciais.  Os lagos localizados em uma planície incluem o Lago Tambukan .

### Montanhas
O Monte Elbrus (5.642 m) é vulcânico e o pico mais alto do Cáucaso .
Outras montanhas importantes incluem o Monte Dykhtau (5.402 m), o Monte Koshkhatau (5.151 m) e o Monte Shkhara (5.068 m).

### Recursos
Junto com a madeira, a mineração de minerais como ferro, molibdênio, ouro, carvão, tungstênio e chumbo foi a principal indústria na RSSA de Cabardino-Balcária. A região também possui grande abundância de água mineral.